# جون بيرد (لاعب كرة قدم أمريكية)
جون بيرد (بالإنجليزية: John Baird)‏ هو لاعب كرة قدم أمريكية أمريكي، (ولد في Haverford, Pennsylvania ‏ في الولايات المتحدة 1877  م).